# 斯蒂芬·贝特
斯蒂芬·贝特（英語：Stephen Bate，1977年8月24日—），英国男子自行车运动员。他曾代表英国参加2016年和2020年夏季残疾人奥林匹克运动会自行车比赛，获得二枚金牌、一枚银牌和一枚铜牌。